# Флаг Генуи
Флаг Генуи — флаг, который использовался в Генуэзской республике, существовавшей с XI по XVIII век, а также в городе Генуе по сей день. Представляет собой крест святого Георгия (en:St George's Cross) такой же, как на флаге Англии — красный крест на белом фоне. 
По одной из версий Англия и город Лондон заимствовали флаг Генуи в 1190 году, чтобы иметь возможность пользоваться теми же привилегиями, которые имела огромная генуэзская судоходная отрасль.